# Tavrijsk
Tavrijsk (ukrajinsky Таврійськ, rusky Таврийск) je město v Chersonské oblasti na Ukrajině. K roku 2016 měl bezmála jedenáct tisíc obyvatel. Od počátku ruské invaze na Ukrajinu je město okupováno Ruskou federací.

## Poloha
Tavrijsk se nachází zhruba ve středu Chersonské oblasti na levém břehu Dněpru nad hrází Kachovské přehrady. Od Chersonu, správního střediska oblasti, je vzdálen přibližně 64 kilometrů severovýchodně. Bližší okolní města jsou Nova Kachovka ležící západně od Tavrijsku v skoro bezprostředním sousedství, a Kachovka ležící přibližně deset kilometrů severovýchodně.
Na hranici mezi Tavrijskem a Novou Kachovkou vede Severokrymský kanál, který odvádí vodu z Kachovské přehrady na Krym.

## Dějiny
Městem je Tavrijsk od 2. března 1983.